# Leonard Broers
Leonard Broers, född 11 oktober 1906, var en friidrottare från Belgien. Han deltog vid olympiska sommarspelen 1928.